# Ischnopteris trimaculata
Ischnopteris trimaculata là một loài bướm đêm trong họ Geometridae.